# Подпольная империя
«Подпо́льная импе́рия» (англ. Boardwalk Empire) — американский телесериал кабельной сети HBO о зарождении крупного игорного центра Атлантик-Сити в 20-е годы XX века во времена «сухого закона».
Создателем, продюсером и ведущим сценаристом является Теренс Уинтер — обладатель награды «Эмми» за сценарий к телесериалу «Клан Сопрано». Режиссёром первого эпизода стал Мартин Скорсезе. 1 сентября 2010 года HBO анонсировал ещё 11 эпизодов. Премьера состоялась 19 сентября 2010 года. 21 сентября 2010 года было объявлено, что будет снят второй сезон, так как первая серия получила самый высокий рейтинг со времён премьеры сериала «Дедвуд». Премьера второго сезона состоялась 25 сентября 2011 года. 12 октября HBO продлил сериал на третий сезон, первая серия которого вышла 16 сентября 2012 года. Аналогично 2 октября 2012 года был анонсирован четвёртый сезон. 26 сентября 2013 года было объявлено о съёмках пятого сезона, который стал последним в сериале. Финальный эпизод был показан 26 октября 2014 года.

## Сюжет
1920 год. В центре сюжета — Атлантик-Сити. История начинается за несколько часов до того, как США вступят в эпоху «Сухого закона». Енох «Наки» Томпсон — городской казначей и босс местного криминалитета со связями на самом «верху» — решает воспользоваться ситуацией и получить баснословные прибыли на подпольной торговле алкоголем.
Однако не он один жаждет обогатиться на новом промысле. В этом заинтересованы главари преступных группировок Чикаго и Арнольд Ротштейн, крупный финансист и махинатор из Нью-Йорка. О том же помышляет и молодой помощник «Наки» — Джимми Дармоди, ветеран Первой мировой войны, месяц как вернувшийся из Франции после лечения в госпитале по ранению. Он решает втихую напасть на первый же «караван» с алкоголем, который на грузовиках должны были переправить Ротштейну. Осуществить грабёж Дармоди помогает Аль Капоне, молодой помощник Джонни Торрио, одного из чикагских преступных боссов.
С зарождающимся бутлегерством пытается бороться Нельсон Ван Алден, специальный агент Службы внутренних доходов, возглавивший в Атлантик-Сити отделение нового департамента по борьбе с незаконным оборотом алкоголя.

## В ролях
- Стив Бушеми — Енох «Наки» Томпсон (1-5 сезоны) — коррумпированный казначей округа Атлантик и его самая мощная политическая фигура. Прототипом послужил реальный политик и преступник Энох «Наки» Джонсон.
- Майкл Питт — Джеймс «Джимми» Дармоди (1-2 сезоны) — честный студент, который покинул Принстон для службы во время Первой мировой войны; временно работает на Наки до того, пока самостоятельно не приступает к организованной преступности.
- Келли Макдональд — Маргарет Шрёдер/Томпсон (1-5 сезоны) — молодая вдова и мать, обращается к Наки, и становится его любовницей, а позднее женой.
- Майкл Шэннон — Нельсон Ван Алден/Джордж Мюллер (1-5 сезоны) — бывший агент Сухого закона в бегах. Под именем Джорджа Мюллера он становится бутлегером в районе Чикаго, работая в качестве "силовика" в организации Дина О’Бэниона, также как и в организации Джонни Торрио.
- Шей Уигем — Илаэс «Илай» Томпсон (1-5 сезоны) — младший брат Наки и бывший шериф округа Атлантик. Сейчас работает как часть организации Наки. Образ на основе Альфа Джонсона.
- Алекса Палладино — Анджела Дармоди (1-2 сезона) — жена Джимми и мать их маленького сына.
- Майкл Стулбарг — Арнольд Ротштейн (1-4 сезоны) — могущественный нью-йоркский гангстер, который ведёт бизнес с Наки. Чарли Лучано, Меер Лански и Бенджамин Сигел работают на него.
- Стивен Грэм — Аль Капоне (1-5 сезоны) — жестокий чикагский гангстер, который является правой рукой чикагского криминального босса Джонни Торрио.
- Винсент Пьяцца — Чарльз «Лаки» Лучано (1-5 сезоны) — нью-йоркский гангстер и помощник Ротштейна.
- Пас де ла Уэрта — Люси Данцигер (1-2 сезоны) — бывшая любовница Наки.
- Майкл Кеннет Уильямс — Альберт «Мелок» Уайт (1-5 сезоны) — могущественный афро-американский гангстер в Атлантик-Сити.
- Энтони Лациура — Эдвард Ансельм «Эдди» Кесслер (1-4 сезоны) — помощник и дворецкий Наки.
- Пол Спаркс — Мечислав «Мики Дойл» Козик (1-5 сезоны) — бутлегер Атлантик-Сити.
- Дэбни Коулмен — коммодор Льюис Кэстнер (1-2 сезоны) — наставник Наки и предшественник в Атлантик-Сити; отец Джимми.
- Джек Хьюстон — Ричард Хэрроу (периодически в 1; постоянно во 2-4 сезонах) — бывший снайпер армии США, был другом Джимми. Получив тяжёлое ранение в лицо на фронте, носит жестяную маску.
- Гретчен Мол — Джиллиан Дармоди (периодически в 1; постоянно во 2-5 сезонах) — мать Джимми и друг Наки.
- Чарли Кокс — Оуэн Слейтер (периодически во 2; постоянно в 3 сезоне) — волонтёр ИРА, который работает на Наки; также имеет отношения с Маргарет.
- Бобби Каннавале — Джип Розетти (3 сезон) — безжалостный гангстер, который бросает вызов Наки.
- Рон Ливингстон — Рой Филлипс (4 сезон) — богатый загородный бизнесмен, который считает себя увлечённым Джиллиан Дармоди.
- Джеффри Райт — доктор Валентин Нарцисс (4-5 сезоны) — обосновавшийся в Гарлеме филантроп и «Доктор богословия», у которого есть планы, в которые входит Наки. Образ на основе Каспера Хольштейна.
- Бен Розенфилд — Вилли Томпсон (периодически в 4; постоянно в 5 сезоне) — сын Илая Томпсона, студент юридического факультета в Темпловском университете, а позже помощник прокурора.

### Второстепенные персонажи
- Грег Антоначчи — Джонни Торрио — босс Капоне в Чикаго.
- Анатол Юсеф — Меер Лански — молодой гангстер, который является протеже Ротштейна.
- Майкл Зеген — Бенджамин Сигел — 17-летний друг детства Лански, который руководит карточными столиками в бизнесе Мейера и Лучано.
- Иво Нанди — Джо Массерия — лидер нью-йоркской мафии и босс Розетти.
- Кевин О'Рурк — Эдвард Бейдер — мэр Атлантик-Сити.
- Эрик ЛаРэй Харви — Данн Пёрнсли — балтиморский преступник, который работает на организацию Мелка Уайта.
- Хезер Линд — Кэти — служанка Наки и Маргарет.
- Доминик Кьянезе — Леандер Уитлок — долгослужащий адвокат коммодора и, в конечном счёте, советник Джимми и Джиллиан.
- Джулианна Николсон — Эстер Рэндольф[9]
- Питер Ван Вагнер — Айзек Гинсбург — адвокат Наки.
- Дэвид Аарон Бейкер— Билл Фэллон — адвокат Арнольда Ротштейна.
- Стивен Рут — Гастон Минс[англ.] — фальшивомонетчик, мошенник, подозреваемый в убийстве, который стал следователем по Особо важным делам в Департаменте Юстиции США.
- Брайан Герати — Джеймс Толливер — агент ФБР, который начинает расследовать Наки.
- Стивен ДеРоса — Эдди Кантор — знаменитая звезда водевиля.
- Джеймс Кромвелл — Эндрю У. Меллон — секретарь казначейства США.
- Кристофер Макдональд — Гарри М. Догерти — генеральный прокурор США.
- Уильям Форсайт — Мэнни Хорвитц — филадельфийский гангстер.
- Эрик Вайнер — агент Эрик Себсо — партнёр Ван Олдена.
- Макс Каселла — Лео Д’Алессио[10] — гангстер из Филадельфии.
- Эдоардо Баллерини — Игнатиус Д’Алессио[11] — брат Лео и ещё один гангстер.
- Ник Сэндоу — Уэйси Гордон — филадельфийский гангстер и партнёр Ротштейна.
- Билли Магнуссен — Роджер Макаллистер — любовник Джиллиан Дармоди.
- Мэг Чэмберс Стидл  —  Билли Кент  — любовница Наки в третьем сезоне. Испытывает неопределённые чувства к Наки, похожие на влюблённость. Погибла при взрыве ресторана во время покушения на Наки.
- Эрик Ладин — Дж. Эдгар Гувер — первый Директор Федерального бюро расследований.
- Мэлаки Клири — Уоррен Гардинг
- Марго Бингем — Дотер Мэйтлэнд — джаз-певица.
- Трейси Миддендорф — Бабетт — владелица Ночного клуба Баббет.
- Доменик Ломбардоцци — Ральф Капоне, гангстер из Чикаго и старший брат Аля Капоне.
- Морган Спектор — Фрэнк Капоне, старший брат Аля Капоне.
- Патрисия Аркетт — Салли Уитт, владелица бара в Тампе, Флориде.
- Кэтрин Уотерстон — Эмма Хэрроу — сестра-близнец Ричарда Хэрроу.

## Факты
- Атлантик-Сити двадцатых годов был в точности воссоздан для этого сериала в Бруклине (Нью-Йорк). Бюджет премьерной серии составил $18 млн, из которых $5 млн пошли на воссоздание городского квартала со всеми интерьерами, а также сооружение дощатого настила набережной длиной около 91,5 метров[12]. Исполнительный продюсер и режиссёр пилотной серии Мартин Скорсезе был настолько требователен в плане точности, что, например, настаивал, чтобы доски для настила были точно такого же размера, как они были в Атлантик-Сити в то время[13].
- Реально существовавший Енох "Наки" Льюис Джонсон послужил прототипом для «Наки» Томпсона. Внешне Джонсон совершенно не походил на актёра Стива Бушеми: это был представительный мужчина, высокий и грузный, с лысиной, — и напоминал скорее персонажа Тони Сопрано из сериала «Клан Сопрано». Создатель «Подпольной империи» Теренс Уинтер, также работавший над сценариями для «Клана Сопрано», хотел создать персонаж «Наки», отличающийся от образа, реального или сыгранного Джеймсом Гандольфини[12][14].
- Для рекламы второго сезона сериала, начиная с 25 сентября 2011 года, в Нью-Йоркском метро были выпущены на линию исторические вагоны типа «Lo-V» (Low Voltage)[англ.] (англ.). Они выпускались с 1916 по 1925 год, и эксплуатировались до 1969 года. В составе исторического поезда были использованы вагоны № 5290, 5292 постройки 1917 года, и вагоны № 5443, 5483 постройки 1924 года. Вместо станции отправления и назначения, на вагонах были установлены таблички с рекламой сериала, рекламными постерами сериала также были обклеены вагоны изнутри. Исторический поезд ходил по маршруту IRT, от станций 42nd Street до станции 96th Street, с единственной остановкой на станции 72nd Street[15].
- Братья Томпсоны носят имена ветхозаветных пророков Енох и Элай (рус. Илия), по Библейскому преданию, эти пророки не претерпели телесной смерти и были вознесены на Небо, а в конце времен должны прийти на землю и обличить Антихриста[16].

## Эпизоды
| Сезон | Сезон | Эпизоды | Оригинальная дата показа | Оригинальная дата показа | Зрители в США (млн) |
| Сезон | Сезон | Эпизоды | Премьера сезона          | Финал сезона             | Зрители в США (млн) |
| ----- | ----- | ------- | ------------------------ | ------------------------ | ------------------- |
|       | 1     | 12      | 19 сентября 2010         | 5 декабря 2010           | 3,17                |
|       | 2     | 12      | 25 сентября 2011         | 11 декабря 2011          | 2,73                |
|       | 3     | 12      | 16 сентября 2012         | 2 декабря 2012           | 2,32                |
|       | 4     | 12      | 8 сентября 2013          | 24 ноября 2013           | 2,05                |
|       | 5     | 8       | 7 сентября 2014          | 26 октября 2014          | 2,01                |

## Саундтрек
Начальная музыкальная тема — это песня «Straight Up and Down» из альбома «Take It from the Man!» группы The Brian Jonestown Massacre.

## Награды и номинации
- 2011 — две премии «Золотой глобус» за лучший драматический телесериал и за лучшую мужскую роль в драматическом телесериале (Стив Бушеми), а также номинация в категории «Лучшая актриса второго плана в телесериале, мини-сериале или телефильме» (Келли Макдональд)[22].
- 2011 — 8 премий «Эмми», в том числе за лучшую режиссуру в драматическом телесериале (Мартин Скорсезе, за пилотный выпуск)[23].
- 2011 — две премии Гильдии киноактёров США за лучшую мужскую роль в драматическом телесериале (Стив Бушеми) и за лучший актёрский состав в драматическом телесериале.
- 2011 — телепрограмма года по версии AFI[24].
- 2011 — премия Гильдии режиссёров США за лучшую режиссуру в драматическом телесериале (Мартин Скорсезе, за пилотный выпуск).
- 2012 — три номинации на премию «Золотой глобус»: лучший драматический телесериал, лучшая мужская роль в драматическом телесериале (Стив Бушеми), лучшая актриса второго плана в телесериале, мини-сериале или телефильме (Келли Макдональд).
- 2012 — 4 премии «Эмми», в том числе за лучшую режиссуру в драматическом телесериале (Тим ван Паттен).
- 2012 — две премии Гильдии киноактёров США за лучшую мужскую роль в драматическом телесериале (Стив Бушеми) и за лучший актёрский состав в драматическом телесериале.
- 2012 — телепрограмма года по версии AFI[25].
- 2012 — премия «Грэмми» за лучший альбом-компиляцию для кино или телевидения.
- 2013 — две номинации на премию «Золотой глобус»: лучший драматический телесериал, лучшая мужская роль в драматическом телесериале (Стив Бушеми).
- 2013 — 5 премий «Эмми», в том числе за лучшую мужскую роль второго плана в драматическом телесериале (Бобби Каннавале).
- 2013 — три номинации на премию Гильдии киноактёров США: за лучшую мужскую роль в драматическом телесериале (Стив Бушеми), за лучший актёрский состав в драматическом телесериале и за лучшую работу каскадёров.
- 2014 — премия «Эмми» за лучшую работу художника.
- 2014 — три номинации на премию Гильдии киноактёров США: за лучшую мужскую роль в драматическом телесериале (Стив Бушеми), за лучший актёрский состав в драматическом телесериале и за лучшую работу каскадёров.
- 2015 — три номинации на премию Гильдии киноактёров США: за лучшую мужскую роль в драматическом телесериале (Стив Бушеми), за лучший актёрский состав в драматическом телесериале и за лучшую работу каскадёров.